# Yakumo-san wa ezuke ga shitai.
Yakumo-san wa ezuke ga shitai. (八雲さんは餌づけがしたい。? lett. "Yakumo-san, voglio darti da mangiare") è un manga scritto da Satomi U e pubblicato da Square Enix sulla rivista Young Gangan dal marzo 2016 al marzo 2021 con un totale di undici volumi. 

## Storia
Shuuko Yakumo è una donna di 28 anni rimasta vedova. È contenta di vivere i suoi giorni in pace finché uno studente di nome Shohei Yamato non si trasferisce nel suo stesso appartamento. Curiosa del suo nuovo vicino, scopre che il ragazzo vive da solo mangiando solo cibo del minimarket. Preoccupata per la sua salute, Yakumo inizia a invitare il ragazzo a mangiare da lei, in modo da migliorare la sua alimentazione e i suoi risultati sia scolastici sia nelle attività sportive, come il suo club di basket. Tuttavia nota che Yamato possiede un appetito mostruoso e deve pertanto sforzarsi di essere creativa per stare al passo con le sue esigenze dietetiche. Yakumo riscopre così la sua passione per la cucina, al fine di sfamare lo studente affamato.

## Pubblicazione
La pubblicazione della serie è iniziata sulla rivista Young Gangan di Square Enix il 4 marzo 2016 e si è conclusa il 19 marzo 2021. I capitoli sono poi stati raccolti in undici tankōbon. Per commemorare l'uscita del volume finale del manga, si è tenuta una sessione d'autografi con il team del manga. Nel novembre 2019 Square Enix Manga & Books ha annunciato che avrebbe iniziato la pubblicazione di un'edizione in inglese a partire dall'ottobre 2020, tuttavia alla fine è stato posticipato al febbraio 2021 a causa della pandemia di COVID-19.

## Accoglienza
Sean Gaffney di Manga Bookshelf ha elogiato il primo volume del manga definendolo "molto dolce". Rebecca Silverman di Anime News Network ha elogiato la trama e i personaggi della serie sebbene abbia criticato l'artwork in alcuni fotogrammi. Come Gaffney, anche Demelza di Anime UK News ha elogiato la serie.